# Starý Hrádok
Starý Hrádok (hongrois : Kisóvár) est un village de Slovaquie situé dans la région de Nitra.

## Histoire
Première mention écrite du village en 1280.

## Démographie

### Évolution de la population
| Année:               | 1994. | 2004.   | 2014.   | 2024.    |
| -------------------- | ----- | ------- | ------- | -------- |
| Nombre de personnes: | 183   | 174     | 187     | 233      |
| Différence:          |       | -4,91 % | +7,47 % | +24,59 % |

| Année:               | 2023. | 2024.   |
| -------------------- | ----- | ------- |
| Nombre de personnes: | 225   | 233     |
| Différence:          |       | +3,55 % |